# Claude-Louis Châtelet
Pour les articles homonymes, voir Châtelet.
Claude-Louis Châtelet, né en 1753 à Paris où il est mort guillotiné le 7 mai 1795 est un peintre et dessinateur français. 

## Biographie

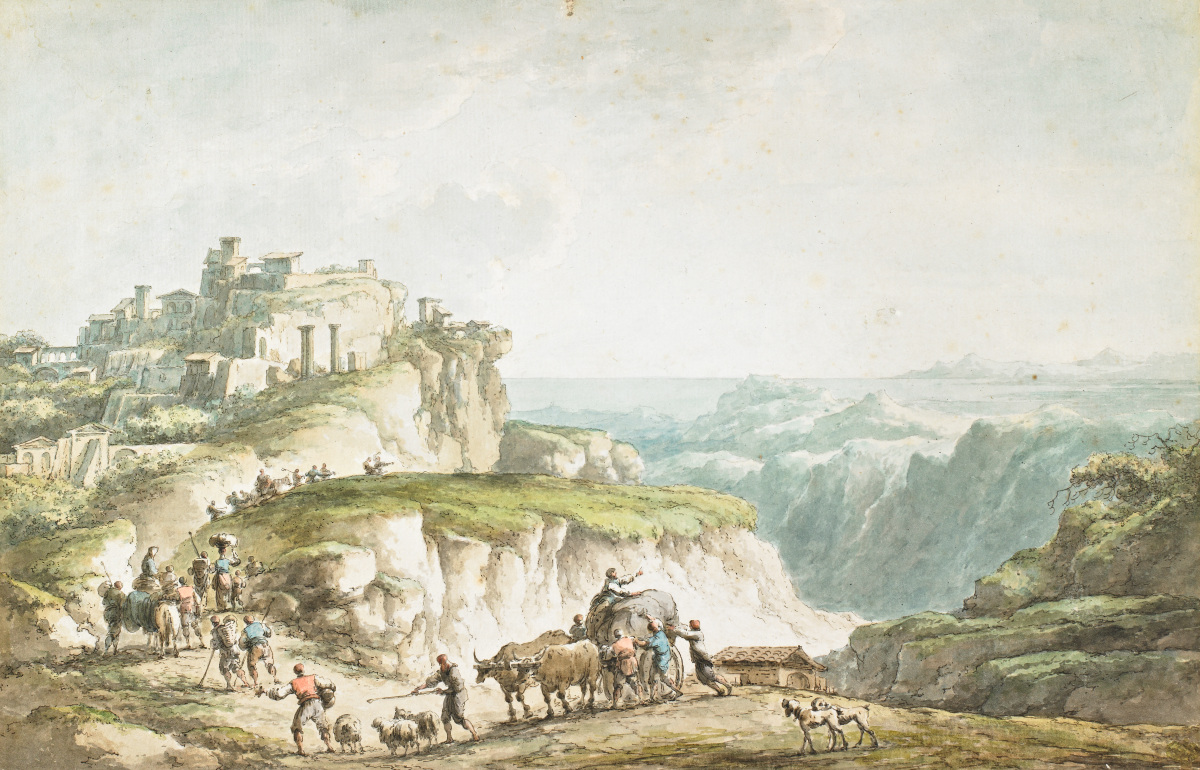
Vue de Catanzaro (vers 1780), aquarelle, Birmingham Museum of Art.

Vers 1776, Claude-Louis Châtelet parcourt la Suisse, aux côtés de l'influent fermier général Jean-Benjamin de La Borde et du baron Zurlauben, supervisant la transcription en dessins des paysages, dans le cadre des illustrations préparatoires au monumental ouvrage, Les Tableaux topographiques de la Suisse, lancé par souscription à partir de 1780.
Claude-Louis Châtelet acquiert ainsi une réputation de peintre de paysages, ce qui le conduit à être choisi comme l'un des illustrateurs principaux de l'un des ouvrages les plus importants de la fin du XVIIIe siècle, le Voyage pittoresque ou Description des Royaumes de Naples et de Sicile, publié en cinq volumes, chez Jean-Baptiste Delafosse entre 1781 et 1786, par l'abbé de Saint-Non. 
Il se rend ensuite en Italie en 1778-1779 en compagnie de Dominique Vivant Denon, Louis-Jean Desprez et Jean-Augustin Renard pour exécuter 132 dessins de Naples, des Pouilles, de la région de Basilicate, de la Calabre et de la Sicile. D'autres artistes participent à cette entreprise, mais sans nécessairement se rendre en Italie, comptant sur la mémoire de leurs voyages passés : ainsi Jean-Honoré Fragonard, Hubert Robert ou encore Pierre-Adrien Pâris, Pierre-Jacques Volaire, Louis-François Cassas et Jean-Pierre Houël. Châtelet fait en Italie de nombreuses rencontres et expériences, entre autres à Rome et Florence.
À son retour en France, à la demande de la reine Marie-Antoinette dont il est l'un des peintres favoris et qui lui commande un certain nombre de tableaux, il contribue à l'illustration d'albums représentant le Trianon et ses jardins, albums offerts par la reine à ses visiteurs de marque tels que le roi Gustave III de Suède, l'empereur Joseph II d'Autriche, frère de Marie-Antoinette, l'archiduc Ferdinand, autre frère de la reine. Il illustre aussi une édition de La Nouvelle Héloïse de Rousseau, dont il peint une représentation du tombeau à Ermenonville. C'est à cette période qu'il exécute une série de toiles représentant des châteaux et des parcs et jardins en Île-de-France, qui se retrouveront dans les collections particulières d'amateurs comme l'abbé de Saint-Non lui-même, ou encore Richard Mique, premier architecte de Louis XVI et que Marie-Antoinette choisit pour la conception des bâtiments formant le hameau de la Reine.

Plan du jardin et château de la Reine (Versailles, avant 1790).

On connaît aussi de Châtelet de nombreux paysages animés de Suisse, d'Italie et d'Angleterre.
Séduit par les idées révolutionnaires dès l'insurrection du 10 août 1792, membre des comités civil et révolutionnaire de sa section, il est élu en juin 1793 au très influent Comité de surveillance du département de Paris qui, en relation avec le Comité de salut public et le Comité de sûreté générale de la Convention, centralise les renseignements sur les suspects et participe à la réquisition des recrues et des vivres destinés aux armées de la République, en guerre contre l'Europe des rois. Il est nommé par le Comité de salut public juré du Tribunal révolutionnaire en septembre 1793. Emprisonné après la chute de Robespierre, dont il était très proche, et victime de la réaction thermidorienne, il est condamné à la guillotine le 6 mai 1795 et exécuté le lendemain, en même temps que Fouquier-Tinville et Jean-Louis Prieur.
Pour l'historien Emmanuel de Waresquiel, « Châtelet reste une énigme »[pourquoi ?].

## Œuvre
D'abord illustrateur et dessinateur, Claude-Louis Châtelet s'illustre comme peintre de paysages animés où se lit l'influence d'Hubert Robert. Comme ses contemporains Louis-Gabriel Moreau et Louis Belanger, il représente les parcs et jardins des nouvelles résidences bâties au cours des dernières décennies du XVIIIe siècle aux environs de Paris, comme le château de Maupertuis et sa pyramide, Bellevue, la Folie Saint-James de Neuilly ou le temple de l'Amour au Petit Trianon.
Pour la reine Marie-Antoinette, il exécute une série d'aquarelles du Petit Trianon.

### Huile sur toile
- Paysage avec chute d'eau, 1781, Paris, musée du Louvre.
- Illumination du pavillon du Belvédère, 1781, 80 × 59 cm. Ce tableau représente les jardins du Petit Trianon lors de la fête donnée par la reine Marie-Antoinette en l'honneur de son frère Joseph II. Versailles, musée national du Château et des Trianons.

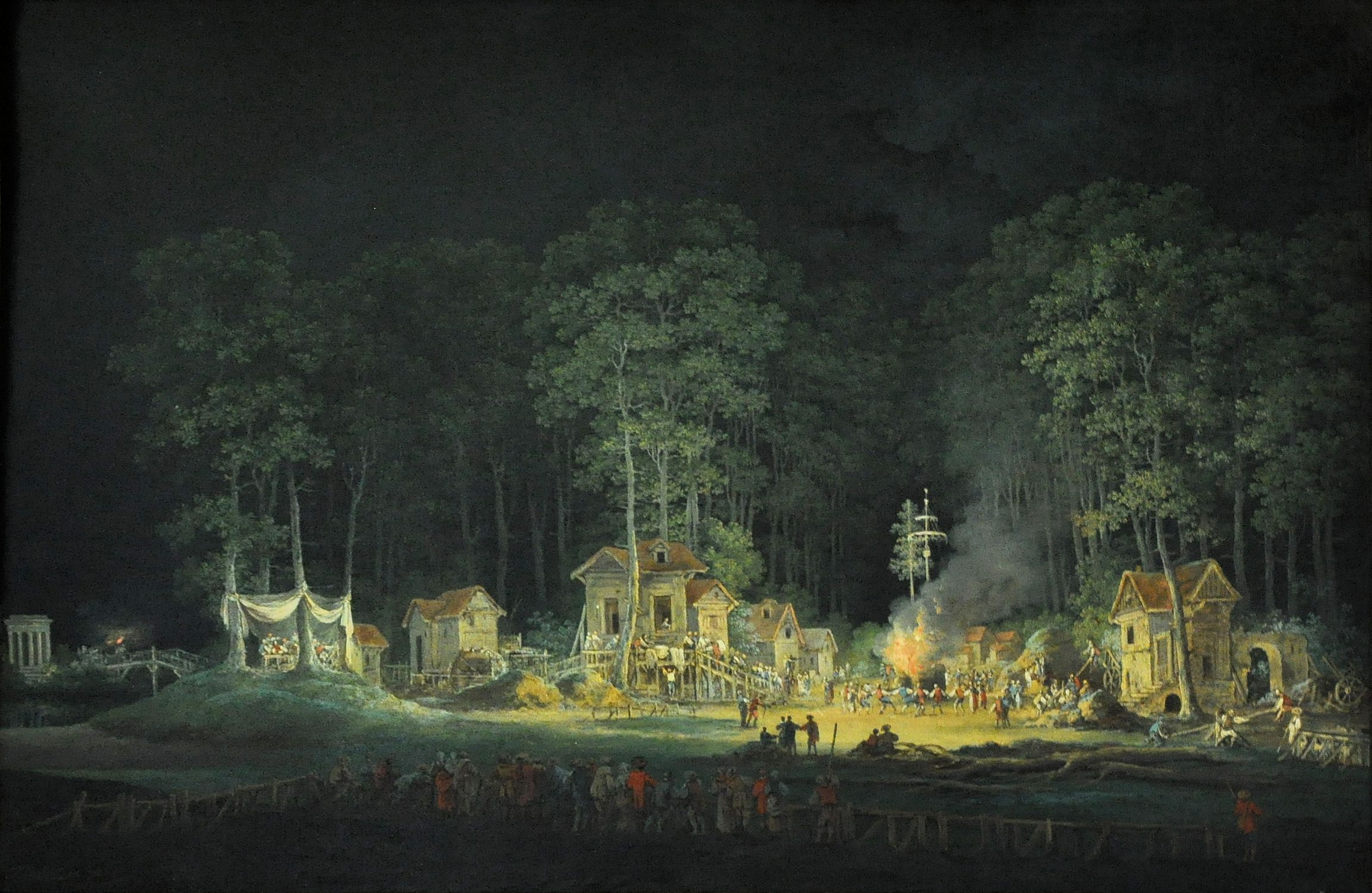
Fête de nuit dans les jardins du Petit Trianon (1781), château de Versailles.

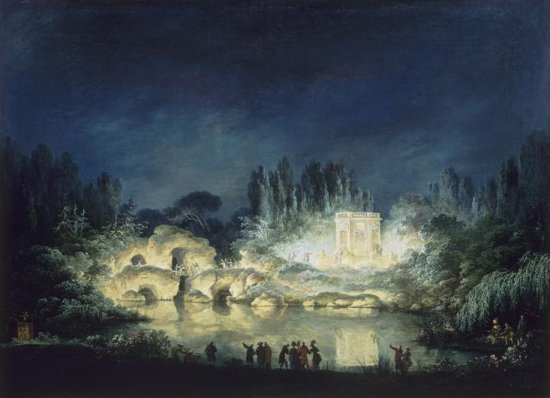
Illumination du pavillon du Belvédère, Petit Trianon (1781), château de Versailles.

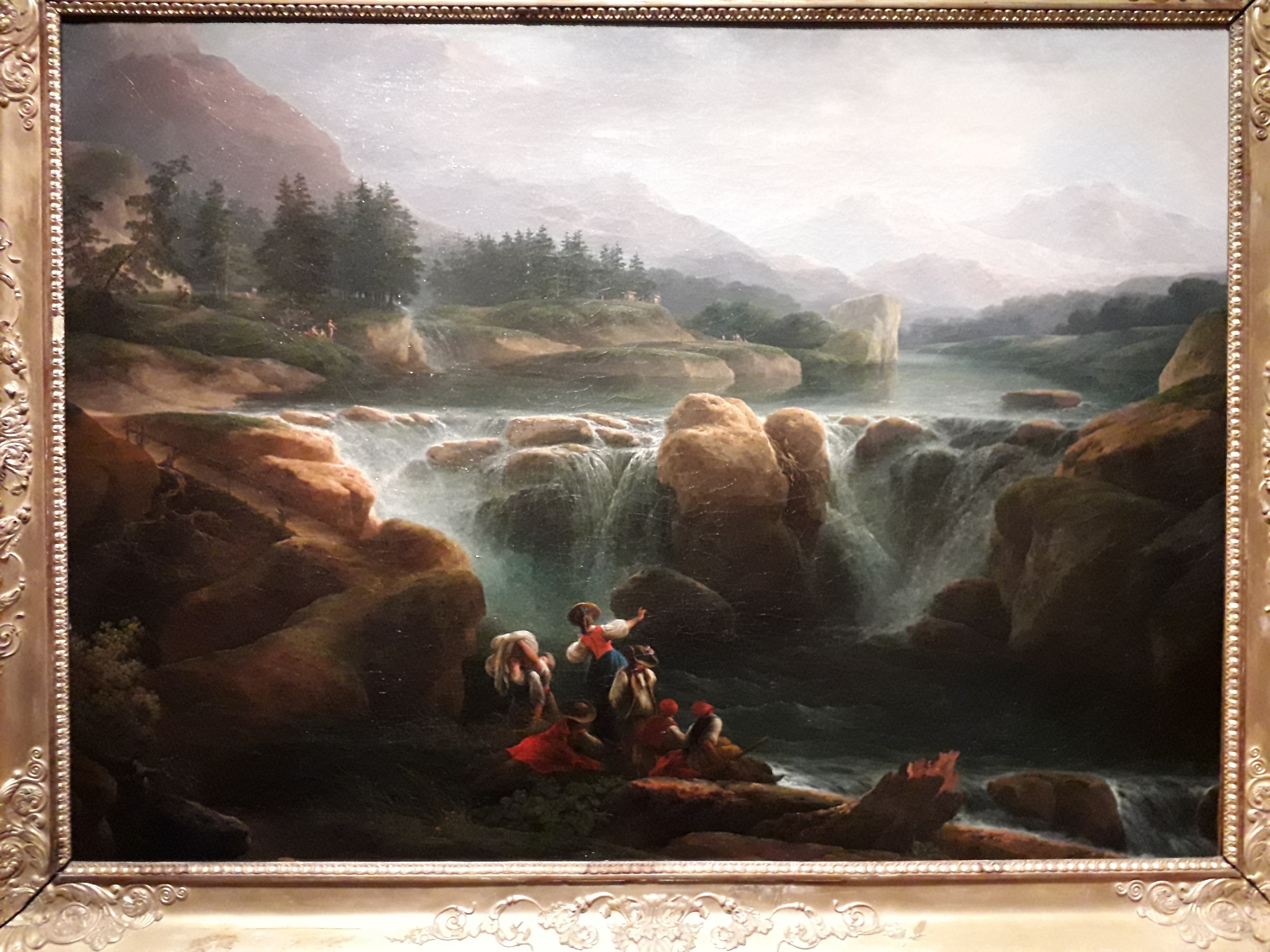
Une cascade, Musée des Beaux-Arts d'Orléans

- Marine, la Pêche, Paris, musée du Louvre.
- Parc du château de Maupertuis, collection particulière.
- Parc du château de Gaillon, collection particulière.
- Promeneurs dans un parc, 74 × 60 cm, collection particulière.
- Paysage panoramique de cascades animé de personnages, 70 × 112 cm.
- La Tour de Marlborough dans le jardin de Mesdames, Bellevue, localisation inconnue.
- Paysages avec cascades, localisation inconnue.
- Une cascade, Musée des Beaux-Arts d'Orléans.

### Dessin
- Vue d'une petite ville de montagne, localisation inconnue.
- Vue prise au pied du Temple de Minerve, à Agrigente, localisation inconnue.
- Vue des ruines du Temple de Junon, à Agrigente, localisation inconnue.
- Vue des ruines de l'antique théâtre de Syracuse, localisation inconnue.
- Ruines romaines, Versailles, musée Lambinet.
- La Tempête, Paris, musée du Louvre.
- Madame de Wolmar et Saint Prieux sur les rochers de la Neillerie, Paris, musée du Louvre.
- Le Jeu de bagues chinois au Petit Trianon, localisation inconnue.
- Recueil des Plans du Petit Trianon, par le Sieur Mique, chevalier de l'ordre de Saint-Michel, Premier architecte honoraire, intendant général des Bâtiments du Roy et de la Reine, 1798, localisation inconnue[5]
- Grottes des Capucins de Syracuse, 1778, plume et encre brune, lavis gris sur papier vergé, 23,7 x 38,8 cm, Orléans, musée des Beaux-Arts[6].